# Walter Blanding
Walter Blanding jr. (Cleveland, 14 augustus 1971) is een Amerikaanse jazzsaxofonist en -klarinettist.

## Biografie
Blanding groeide op in een muzikale familie en begon al op 6-jarige leeftijd saxofoon te spelen. In 1981 verhuisde hij met zijn ouder naar New York, waar hij onderricht kreeg bij Barry Harris. Eind jaren 1980 trad hij regelmatig met zijn ouders op in The Village Gate. Hij bezocht de LaGuardia High School for Music & Art and the Performing Arts om daarna zijn studie te vervolgen aan de New School for Social Research. Blanding bracht daarna vier jaar door in Israël, waar hij met zijn band, maar ook met muzikanten als Louis Hayes en Eric Reed optrad.
Zijn debuutalbum Tough Young Tenors werd door de critici gezien als een van de beste jazzalbums van het jaar 1991. Sindsdien werkte hij met verschillende muzikanten als Cab Calloway, Wynton Marsalis, Marcus Roberts, Illinois Jacquet en Roy Hargrove. Sinds 1998 behoort hij tot het Lincoln Center Jazz Orchestra. Hij is ook lid van de band van Vincent Gardner. Bij zijn album The Olive Tree (Criss Cross Records,1999) zijn Ryan Kisor, Farid Barron, Rodney Whitaker en Rodney Green betrokken. Hij is ook te horen op albums van Wycliffe Gordon en Odean Pope.
- Bibliothèque nationale de France: cb14156566p (data)
- Gemeinsame Normdatei: 135268516
- International Standard Name Identifier: 0000 0000 5515 4497
- Library of Congress Control Number: no00006854
- MusicBrainz: afd24d53-6792-4c0c-83b5-be3d7590db37
- Système universitaire de documentation: 162038518
- Virtual International Authority File: 2679950
- WorldCat: E39PBJgd9X89yFm7VfT3KqMtrq